# Desenvolvimento baseado em infraestrutura
O desenvolvimento econômico baseado em infraestrutura, também chamado de desenvolvimento orientado por infraestrutura, combina características políticas fundamentais herdadas da tradição progressista rooseveltiana e da economia neo-keynesiana nos Estados Unidos, o planejamento econômico centralizado gaullista e neo-colbertiano da França, a social-democracia escandinava, assim como o capitalismo estatal de Singapura e da China: defende que uma proporção substancial dos recursos de uma nação deve ser sistematicamente direcionada para ativos de longo prazo, como transporte, energia e infra-estrutura social (escolas, universidades, hospitais) em nome da eficiência econômica de longo prazo (estimulando o crescimento em regiões economicamente atrasadas e fomentando a inovação tecnológica) e da equidade social (fornecendo educação gratuita e cuidados de saúde acessíveis).
Embora os benefícios do desenvolvimento baseado em infra-estrutura possam ser debatidos, a análise da história econômica dos EUA mostra que pelo menos em alguns cenários o investimento baseado em infra-estrutura contribui para o crescimento econômico, tanto nacional quanto local, e pode ser lucrativo, medido por taxas de retorno mais elevadas. Os benefícios do investimento em infra-estrutura são mostrados tanto para as economias do estilo antigo (portos, rodovias, ferrovias) quanto para a nova era (ferrovias de alta velocidade, aeroportos, telecomunicações, internet...).

## Um modelo alternativo de desenvolvimento?
Alguns economistas europeus e asiáticos sugerem que “economias experientes em infraestrutura ”  como Noruega, Singapura e China rejeitaram parcialmente a subjacente “ortodoxia financeira” neoclássica que costumava caracterizar o 'Consenso de Washington' e iniciou, em vez disso, um caminho de desenvolvimento pragmatista de seus próprios com base em investimentos sustentados e em grande escala financiados pelo governo em projetos estratégicos de infraestrutura: “Países bem-sucedidos como Cingapura, Indonésia e Coréia do Sul ainda se lembram dos rígidos mecanismos de ajuste impostos abruptamente pelo FMI e pelo Banco Mundial durante a 'Crise Asiática' de 1997-1998 [...] O que eles conseguiram nos últimos 10 anos é ainda mais notável: eles abandonaram silenciosamente o "consenso de Washington" investindo maciçamente em projetos de infra-estrutura [...] esta abordagem pragmática provou ser muito bem sucedido."
Pesquisa conduzida pelo World Pensions Council (WPC) sugere que, enquanto a China investiu cerca de 9% de seu PIB em infraestrutura nas décadas de 1990 e 2000, a maioria das economias emergentes ocidentais e não asiáticas investiram apenas 2% a 4% de seu PIB em ativos de infraestrutura . Essa considerável lacuna de investimento permitiu que a economia chinesa crescesse em condições quase ideais, enquanto muitas economias sul-americanas, sul-asiáticas e africanas sofriam de vários gargalos de desenvolvimento: redes de transporte precárias, redes elétricas antigas, instalações escolares inadequadas, entre outros problemas.
No Ocidente, a noção de investimento de fundos de pensão em infraestrutura surgiu principalmente na Austrália e no Canadá na década de 1990, principalmente em Ontário e Quebec, e atraiu o interesse de formuladores de políticas em jurisdições sofisticadas como Califórnia, Nova York, Holanda, Dinamarca e o Reino Unido.
Na esteira da Grande Recessão que começou depois de 2007, economistas liberais e neokeynesianos nos Estados Unidos desenvolveram argumentos renovados em favor de políticas econômicas “ rooseveltianas ” removidas da ortodoxia 'neoclássica' dos últimos 30 anos - notavelmente um grau de gastos federais com estímulos em infraestruturas públicas e serviços sociais que “beneficiariam a nação como um todo e colocariam a América de volta no caminho do crescimento de longo prazo”.
Ideias semelhantes ganharam força entre os formuladores de políticas do FMI, Banco Mundial e Comissão Europeia nos últimos anos, principalmente nos últimos meses de 2014 e início de 2015: Reuniões Anuais do Fundo Monetário Internacional e do Grupo do Banco Mundial (outubro de 2014) e adoção do  "Plano de Investimento da Comissão Europeia para a Europa" (dezembro de 2014) de 315 bilhões de euros.

## O modelo de Aschauer e outras abordagens acadêmicas
De acordo com um estudo de D. A. Aschauer, há uma correlação positiva e estatisticamente significativa entre o investimento em infra-estrutura e o desempenho econômico. Além disso, o investimento em infra-estrutura não só aumenta a qualidade de vida, mas, com base nas séries cronológicas do período pós-II Guerra Mundial nos Estados Unidos, a infra-estrutura também tem um impacto positivo tanto na produtividade da mão-de-obra quanto na produtividade de múltiplos fatores. A produtividade dos multifatores pode ser definida como a variável na função de saída não diretamente causada pelos insumos, capital privado e público. Assim, o impacto do investimento em infra-estrutura sobre a produtividade multifatorial é importante porque a maior produtividade multifatorial implica em maior produção econômica e, portanto, maior crescimento.
Além do trabalho de Aschauer, o papel de Munnell apóia o ponto de que o investimento em infra-estrutura melhora a produtividade. Munell demonstra que a diminuição do crescimento da produtividade de múltiplos fatores durante os anos 70 e 80 em relação aos anos 50 e 60 se deve mais à diminuição do estoque de capital público do que ao declínio do progresso tecnológico. Ao mostrar que o capital público desempenha um papel importante na produção do setor privado, Munnell ajuda Aschauer a estabelecer que o investimento em infra-estrutura foi um fator-chave para "o desempenho robusto da economia na 'era de ouro' dos anos 50 e 60".
Para provar seu ponto, Aschauer constrói um modelo, usando os dados do período de 1953 a 1988, para simular o efeito de um maior investimento público na economia agregada. Sua simulação mostra que, na rede, o aumento do investimento em infraestrutura básica pode ter melhorado muito o desempenho da economia.
Aschauer usa a função de produção:
{\displaystyle Y=F(K,G,N,Z)=ZK^{\alpha }G^{\beta }N^{1-\alpha -\beta }}, onde:
Y = nível de produção
K = capital fixo privado
G = nível de serviços produtivos do governo
N = população ou força de trabalho
Z = índice de progresso tecnológico
α e β são constantes determinadas pela tecnologia disponível.
Ele estima a relação da função de produção usando os dados médios de 1965 a 1983 para os 50 estados. Isso permite que Aschauer conclua que o nível de produção per capita está positiva e significativamente relacionado aos investimentos em infraestrutura básica, ou seja, um aumento nos investimentos em infraestrutura básica leva a um aumento no nível de produção per capita.
No entanto, a infraestrutura tem um impacto positivo não apenas no nível nacional. Ao implementar o estudo transversal de comunidades em um estado, Janet Rives e Michael Heaney confirmam que “as ligações identificadas em estudos de nível nacional entre infraestrutura e desenvolvimento econômico”  também estão presentes localmente. Como a infraestrutura entra na função de produção e aumenta o valor da terra urbana atraindo mais empresas e construção de casas, a infraestrutura principal também tem um efeito positivo no desenvolvimento econômico local.
De acordo com uma visão geral de vários estudos de Louis Cain, os investimentos em infraestrutura também foram lucrativos. Por exemplo, Fogel estimou a taxa de retorno privado na Union Pacific Railroad em 11,6%, enquanto a taxa social que representa os benefícios sociais, como maior eficiência das empresas e subsídios do governo, foi estimada em 29,9%. Em outro estudo, Heckelman e Wallis estimaram que as primeiras 500 milhas de ferrovia em um determinado estado levaram a grandes aumentos no valor das propriedades entre 1850 e 1910. Eles calcularam o ganho de receita da valorização da terra em US$ 33.000 a US$ 200.000 por milha, enquanto a construção os custos eram de $ 20.000 a $ 40.000 por milha. Assim, em média, a receita de construção de uma nova ferrovia superou os custos. Embora os retornos iniciais da construção fossem altos, a lucratividade diminuiu após as primeiras 500 milhas.
Mesmo que os fluxos de receita em investimentos em construção de infraestrutura caiam devido a retornos decrescentes, Edward Gramlich indica que a taxa de retorno em novos projetos de construção foi estimada em 15%. Além disso, a taxa de retorno da manutenção das rodovias atuais foi estimada em 35%. Isso significa que, mesmo sem novas construções, o investimento na manutenção da infraestrutura principal é muito lucrativo.
Roller e Waverman, utilizando dados de 21 países da OCDE, incluindo os Estados Unidos, durante um período de 20 anos, de 1970 a 1990, examinaram a relação entre os investimentos em infraestrutura de telecomunicações e o desempenho econômico. Eles usaram um micromodelo de oferta-demanda para investimentos em telecomunicações em conjunto com a equação macro de produção, levando em conta os efeitos fixos específicos de cada país, bem como simultaneidade . Eles concluem que existe uma relação causal entre o investimento em infraestrutura de telecomunicações e a produção agregada.
Shane Greenstein e Pablo T. Spiller examinaram os efeitos da infraestrutura de telecomunicações no desempenho econômico dos Estados Unidos. Eles concluem que o investimento em infra-estrutura responde por uma fração significativa do crescimento do excedente do consumidor e da receita das empresas em serviços de telecomunicações, os quais indicam o crescimento do desempenho econômico.

## Ásia

### "One Belt, One Road" e o Banco Asiático de Investimento em Infraestrutura
O Banco Asiático de Investimento em Infraestrutura (AIIB), com sede em Pequim, criado em julho de 2015 e corolário da iniciativa One Belt, One Road liderada pela China, demonstra a capacidade do governo da RPC de angariar os recursos financeiros e políticos necessários para "exportar" seu modelo de desenvolvimento econômico, principalmente por persuadir as nações asiáticas vizinhas a ingressar no AIIB como membros fundadores: “como a Ásia (excluindo a China) precisará de até US$ 900 bilhões em investimentos em infraestrutura anualmente nos próximos 10 anos (o que significa que há um déficit de 50% nos gastos com infra-estrutura no continente), muitos Chefes de estado [asiáticos] expressaram com prazer seu interesse em ingressar nesta nova instituição financeira internacional focada exclusivamente em 'ativos reais' e crescimento econômico impulsionado por infraestrutura. ” 

### Cazaquistão e Plano Nurly Zhol
O plano Nurly Zhol ou 'Nova Política Econômica', anunciado em 11 de novembro de 2014 durante o discurso do presidente do Cazaquistão sobre o estado da nação, introduziu uma série de medidas destinadas a desenvolver a infraestrutura do país para sustentar o crescimento econômico. O programa Nurly Zhol se aplica a setores de infraestrutura como transporte e logística, turismo, habitação e serviços comunitários, educação, apoio à exportação, agricultura, etc.

## América do Norte

### Plano de infraestrutura "America First" de Trump
Em maio de 2015, um mês antes de lançar sua campanha presidencial, Donald Trump expressou seu desejo de "consertar" a infraestrutura envelhecida dos Estados Unidos. Ele vê a modernização da infraestrutura americana como uma extensão de sua carreira como incorporador imobiliário e um item concreto a acrescentar ao seu legado como presidente. Ele também considera os investimentos em infraestrutura uma ferramenta para gerar empregos e estimular o crescimento econômico.
Um aspecto fundamental dessa política é que ela relega a responsabilidade primária de financiamento às autoridades locais e ao setor privado. O objetivo de Trump com essa política de financiamento é cumprir sua promessa durante a campanha presidencial de 2016 de trazer empregos para as áreas rurais, onde as perspectivas de emprego são sombrias, e transferir riqueza de estados que tendem a votar nos democratas para aqueles que o ajudaram a vencer a eleição. Em 20 de junho de 2017, no SelectUSA Investment Summit em Washington, o secretário do Tesouro, Steven Mnuchin, disse que a ajuda financeira de investidores estrangeiros provavelmente será necessária para que o plano de infraestrutura de US$ 1 trilhão do presidente Trump "atualize estradas, pontes, aeroportos e outros serviços públicos dos EUA". funciona", para ter sucesso.
A candidatura presidencial bem-sucedida de Trump baseou-se em grande parte em um plano econômico 'não ortodoxo', reunindo políticas do lado da oferta e planejamento de desenvolvimento baseado em infraestrutura: A década de 1980 acabou alimentando um descontentamento popular generalizado que voltou para assombrar Hillary Clinton e o establishment republicano. Donald Trump foi rápido em aproveitar a questão para dar um tapa mais amplo contra a complacência laissez-faire do governo federal: 'quando vejo as estradas e pontes em ruínas, ou os aeroportos em ruínas ou as fábricas se mudando para o México, ou para outro Aliás, sei que todos esses problemas podem ser resolvidos' (Discurso em Nova York, 22 de junho de 2016: 'Construiremos a maior infraestrutura do planeta Terra').” 
Essa combinação de políticas não convencionais (pelos padrões americanos) que favorece o envolvimento renovado do governo federal em investimentos em infraestrutura e coinvestimento em todos os setores (nos níveis nacional, estadual, municipal e local) é conhecida como Trumponomics Em 31 de janeiro de 2019, o presidente Trump emitiu uma ordem executiva incentivando a compra de materiais de construção fabricados nos EUA para projetos de infraestrutura pública, especialmente aqueles que precisam de financiamento do governo federal. Isso seguiu sua ordem executiva "Buy American, Hire American" de 2017, restringindo a contratação de trabalhadores estrangeiros e endurecendo os padrões para aquisições federais. Em fevereiro de 2019, as autoridades canadenses estavam negociando uma isenção para seu país.
A posição do presidente Donald Trump em relação à independência energética é semelhante à de seus antecessores desde a década de 1970. O presidente Barack Obama, seu antecessor imediato, levantou uma proibição de 40 anos sobre as exportações de petróleo e concedeu mais de duas dúzias de licenças de exportação de gás natural liquefeito. O objetivo de Trump é alcançar o “domínio energético” ou a maximização da produção de combustíveis fósseis para uso doméstico e para exportação.

#### Confiança na “infraestrutura como uma classe de ativos” para investidores privados
As políticas de Donald Trump visam aproveitar o capital privado para alavancar os gastos do governo em infraestrutura nos níveis federal, estadual e local. Essa abordagem se baseia na noção de “infraestrutura como uma classe de ativos” para investidores institucionais, que foi inicialmente desenvolvida no norte da Europa, Canadá e Austrália

##### Fundo de infraestrutura The Blackstone Group - Arábia Saudita
Em 20 de maio de 2017, durante a visita de estado oficial do presidente Donald Trump à Arábia Saudita, assinou-se um acordo militar de $ 110 bilhões. A Arábia Saudita e os Emirados Árabes Unidos anunciaram que iriam "doar US$ 100 milhões para um fundo do Banco Mundial para mulheres empresárias", um projeto inspirado por Ivanka Trump; e a Arábia Saudita "uniram forças" com o The Blackstone Group, uma empresa global de private equity para "construir um baú de guerra de $ 40 bilhões para privatizar a infraestrutura dos EUA". O CEO da Blackstone é Stephen Schwarzman, lidera o conselho de negócios de Trump, "aconselhando-o sobre "questões políticas que vão do comércio à infraestrutura", revelou um fundo de $ 40 bilhões que investirá principalmente em infraestrutura nos Estados Unidos. Blackstone, que tem "$ 360 bilhões em ativos" está entrando em projetos de infra-estrutura em que "grandes investidores" plantam "seu dinheiro nas engrenagens da economia global, como estradas com pedágio, aeroportos, obras públicas, edifícios, portos, infra-estrutura sem fio, oleodutos, e ferrovias". A Arábia Saudita fornecerá US$ 20 bilhões de seu Fundo de Investimento Privado (PIF) para o fundo de infraestrutura Blackstone. Os sócios limitados contribuirão com US$ 20 bilhões. "Com o financiamento da dívida, a Blackstone espera eventualmente elevar o total para US$ 100 bilhões" em "investimentos totais em infraestrutura de forma alavancada".

### Projeto de lei de infraestrutura de Joe Biden

#### Financiamento público sem precedentes
A Lei de Investimentos e Empregos em Infraestrutura, também conhecida como Bipartisan Infrastructure Bill, é um estatuto federal dos Estados Unidos promulgado pelo 117º Congresso dos Estados Unidos e sancionado pelo presidente Joe Biden em 15 de novembro de 2021. Inclui aproximadamente US$ 1,2 trilhão em novos gastos, desbloqueando financiamento sem precedentes para transporte, banda larga e serviços públicos nos Estados Unidos.

#### Considerações geoeconômicas
A mídia estatal chinesa, que havia ignorado amplamente os debates políticos anteriores no Capitólio, zombou do projeto de lei de infraestrutura recém-aprovado como uma "imitação fraca" das realizações de sua nação: "o Global Times, um jornal produzido pelo Partido Comunista Chinês, criticou o Investment and Jobs Act em um editorial."

Comentando a aprovação do projeto de lei, Nick Sherry e outros especialistas do Fórum Econômico de Cingapura argumentaram que a Lei de Infraestrutura é um reflexo da percepção bipartidária, embora tardia, na América de que a China está ultrapassando os Estados Unidos em infraestrutura após quatro décadas de negligência neoliberal:
"Em Washington e em Wall Street, até recentemente, havia um ceticismo acentuado quanto à conveniência de investimentos governamentais sustentáveis em infraestrutura de transportes. A rápida ascensão geoeconômica da China, exemplificada pelo estabelecimento bem-sucedido do Banco Asiático de Investimento em Infraestrutura (AIIB), foi, na verdade, o único fator forte o suficiente para forçar uma reavaliação por parte dos pensadores políticos dos EUA, sejam eles republicanos de Trump ou democratas de Clinton. sejam eles republicanos de Trump ou democratas de Clinton, estes últimos constituindo o verdadeiro centro de gravidade da Casa Branca de Biden: 'Os chineses estão investindo muito dinheiro, estão investindo bilhões de dólares e lidando com uma série de questões relacionadas a transporte, meio ambiente e uma série de outras coisas, [...] a China vai 'comer nosso almoço' se os EUA não se mexerem na infraestrutura'!"